# NGC 2525
NGC 2525 (również PGC 22721 lub UGCA 135) – galaktyka spiralna z poprzeczką (SBc/P), znajdująca się w gwiazdozbiorze Rufy. Odkrył ją William Herschel 23 lutego 1791 roku.
W galaktyce tej zaobserwowano supernową SN 2018gv.